# Olaus Petri Medelpadius
Olaus Petri Medelpadius, begravd 12 januari 1598, var en svensk präst och skolmästare.

## Biografi
Inget är känt om Olaus Petris ursprung, av namnet att döma var han från Medelpad, och hade då gissningsvis studerat i Gävle. Han hade bedrivit universitetsstudier utomlands och var omkring 1554 kyrkoherde i Rasbo socken. 1563 utnämndes han till skolmästare i Stockholm och 1567 kyrkoherde i Storkyrkan. Här fick han Abrahamus Andreæ Angermannus som närmaste medarbetare och tillhörde gruppen av kritiker mot Johan III:s kyrkopolitik centrerade kring denne. Han deltog i trohetsförsäkran mot Johan III under kyrkomötet i Uppsala  i augusti 1572 och erhöll vid ärkebiskopsvalet i juni 1574 flera röster. Han underskrev förslaget till förändrade mässceremonier i juni 1572 och antagandet av den 18 juni 1575 färdigutformade Nova ordinantia som då antogs.

### Familj
Medelpadius gifte sig första gången med Margareta Gottwinsdotter (död 1568). De fick tillsammans dottern Margareta som var gift med tullnären Gisle Jakobsson Kegen i Åbo, Karin (död 1623) som var gift med kyrkoherden Andreas Erici i Västerås församling, skolmästaren Olaus Andreae i Enköping, kyrkoherden Martinus Johannis i Balingsta församling, fogden Isak Nilsson i Örbyhus och ärkebiskopen Laurentius Paulinus Gothus i Uppsala stift.
Medelpadius gifte sig andra gången före 1569 med en änka efter notarien Per Hansson i Stockholm. De fick tillsammans en dotter som var gift med Per Jespersson i Mariestad och kansliskrivaren Anders Medelpadius.